# Silvan Zurbriggen
Silvan Zurbriggen (ur. 15 sierpnia 1981 w Brig) – szwajcarski narciarz alpejski, wicemistrz świata i brązowy medalista olimpijski.

## Kariera
Po raz pierwszy na arenie międzynarodowej Silvan Zurbriggen pojawił się 25 listopada 1996 roku w Hochgurgl, gdzie w zawodach FIS Race zajął 75. miejsce w gigancie. W 2000 roku wystąpił na mistrzostwach świata juniorów w Quebecu, gdzie jego najlepszym wynikiem było jedenaste miejsce w slalomie. Podczas rozgrywanych rok później mistrzostw świata juniorów w Verbier wywalczył srebrny medal w zjeździe, przegrywając tylko z Austriakiem Thomasem Graggaberem.
W zawodach Pucharu Świata zadebiutował 20 stycznia 2002 roku w Kitzbühel, gdzie nie zakwalifikował się do drugiego przejazdu w slalomie. Pierwsze pucharowe punkty wywalczył jednak 24 listopada 2002 roku w Park City, zajmując trzynaste miejsce w tej samej konkurencji. Na podium zawodów tego cyklu po raz pierwszy stanął 13 grudnia 2004 roku w Sestriere, zajmując drugie miejsce w slalomie. W zawodach tych rozdzielił na podium Bode Millera z USA i Fina Kalle Palandera. W kolejnych startach jeszcze wielokrotnie plasował się najlepszej trójce, odnosząc przy tym dwa zwycięstwa: 25 stycznia 2009 roku w superkombinacji i 18 grudnia 2010 roku w Val Gardena w zjeździe. Najlepsze wyniki osiągnął w sezonie 2010/2011, kiedy zajął szóste miejsce w klasyfikacji generalnej. Był też między innymi drugi w klasyfikacji kombinacji w sezonie 2008/2009 oraz trzeci w slalomie w sezonie 2009/2010.
W 2003 roku wystartował na mistrzostwach świata w Sankt Moritz, gdzie wywalczył srebrny medal w slalomie. W zawodach tych o 0,33 sekundy wyprzedził go tylko Chorwat Ivica Kostelić, a trzecie miejsce, ze stratą 0,03 sekundy do Szwajcara zajął Włoch Giorgio Rocca. Był też między innymi czwarty w superkombinacji podczas mistrzostw świata w Val d’Isère w 2009 roku, gdzie w walce o podium lepszy okazał się Natko Zrnčić-Dim z Chorwacji. Blisko pozycji medalowej plasował się również w Sankt Moritz i rozgrywanych dwa lata później mistrzostwach świata w Bormio, gdzie był piąty w kombinacji. W 2006 roku startował na igrzyskach olimpijskich w Turynie, gdzie był piętnasty w slalomie, a rywalizacji w kombinacji nie ukończył. Brał także udział w rozgrywanych cztery lata później igrzyskach w Vancouver, gdzie zdobył brązowy medal w superkombinacji. Po zjeździe do kombinacji zajmował szóste miejsce, tracąc do prowadzącego Aksela Lunda Svindala 0,73 sekundy. W slalomie uzyskał dziesiąty wynik, co dało mu jednak trzeci łączy czas i brązowy medal. Ostatecznie o 0,40 sekundy wyprzedził go Bode Miller, a o 0,07 sekundy lepszy był także Ivica Kostelić. Kilkukrotnie zdobywał medale mistrzostw Szwajcarii, w tym złoty w superkombinacji w 2009 roku.

## Osiągnięcia

### Igrzyska olimpijskie
| Miejsce | Dzień     | Rok  | Miejscowość | Konkurencja     | Czas biegu | Strata | Zwycięzca        |
| ------- | --------- | ---- | ----------- | --------------- | ---------- | ------ | ---------------- |
| DNF     | 14 lutego | 2006 | Turyn       | Kombinacja      | 3:09,35    | -      | Ted Ligety       |
| 15.     | 25 lutego | 2006 | Turyn       | Slalom          | 1:43,14    | +2,96  | Benjamin Raich   |
| 3.      | 21 lutego | 2010 | Vancouver   | Superkombinacja | 2:45.32    | +0,40  | Bode Miller      |
| 15.     | 27 lutego | 2010 | Vancouver   | Slalom          | 1:40.83    | +1,51  | Giuliano Razzoli |

### Mistrzostwa świata
| Miejsce | Dzień     | Rok  | Miejscowość       | Konkurencja     | Czas biegu | Strata | Zwycięzca            |
| ------- | --------- | ---- | ----------------- | --------------- | ---------- | ------ | -------------------- |
| 5.      | 6 lutego  | 2003 | Sankt Moritz      | Kombinacja      | 3:18,41    | +0,56  | Bode Miller          |
| 2.      | 16 lutego | 2003 | Sankt Moritz      | Slalom          | 1:40,66    | +0,33  | Ivica Kostelić       |
| 5.      | 3 lutego  | 2005 | Bormio            | Kombinacja      | 3:19,10    | +1,88  | Benjamin Raich       |
| 7.      | 12 lutego | 2005 | Bormio            | Slalom          | 1:41,31    | +1,47  | Benjamin Raich       |
| 14.     | 6 lutego  | 2007 | Åre               | Supergigant     | 1:14,30    | +1,01  | Patrick Staudacher   |
| 8.      | 8 lutego  | 2007 | Åre               | Superkombinacja | 2:28,99    | +1,02  | Daniel Albrecht      |
| DNF1    | 17 lutego | 2007 | Åre               | Slalom          | 1:57,33    | -      | Mario Matt           |
| 4.      | 9 lutego  | 2009 | Val d’Isère       | Superkombinacja | 2:23,00    | +1,59  | Aksel Lund Svindal   |
| DNF2    | 15 lutego | 2009 | Val d’Isère       | Slalom          | 1:44,17    | -      | Manfred Pranger      |
| 13.     | 9 lutego  | 2011 | Ga-Pa             | Supergigant     | 1:38,31    | +2,81  | Christof Innerhofer  |
| 12.     | 12 lutego | 2011 | Ga-Pa             | Zjazd           | 1:58,41    | +2,34  | Erik Guay            |
| DNF2    | 14 lutego | 2011 | Ga-Pa             | Superkombinacja | 2:54,51    | -      | Aksel Lund Svindal   |
| DNF1    | 20 lutego | 2011 | Ga-Pa             | Slalom          | 1:41,72    | -      | Jean-Baptiste Grange |
| DSQ1    | 6 lutego  | 2013 | Schladming        | Supergigant     | 1:23,96    | -      | Ted Ligety           |
| 6.      | 9 lutego  | 2013 | Schladming        | Zjazd           | 2:03,27    | +1,37  | Aksel Lund Svindal   |
| 7.      | 11 lutego | 2013 | Schladming        | Superkombinacja | 2:56,96    | +1,46  | Ted Ligety           |
| 15.     | 8 lutego  | 2015 | Vail/Beaver Creek | Superkombinacja | 2:36,10    | +1,19  | Marcel Hirscher      |

### Mistrzostwa świata juniorów
| Miejsce | Dzień     | Rok  | Miejscowość | Konkurencja | Czas biegu | Strata | Zwycięzca            |
| ------- | --------- | ---- | ----------- | ----------- | ---------- | ------ | -------------------- |
| 20.     | 21 lutego | 2000 | Québec      | Zjazd       | 1:10,77    | +1,94  | Thomas Graggaber     |
| 11.     | 25 lutego | 2000 | Québec      | Slalom      | 1:52,95    | +2,10  | Daniel Défago        |
| 42.     | 26 lutego | 2000 | Québec      | Gigant      | 1:52,09    | +6,11  | Georg Streitberger   |
| 2.      | 5 lutego  | 2001 | Verbier     | Zjazd       | 1:30,23    | +1,09  | Thomas Graggaber     |
| 13.     | 6 lutego  | 2001 | Verbier     | Supergigant | 1:28,17    | +2,78  | Christoph Kornberger |
| 47.     | 8 lutego  | 2001 | Verbier     | Gigant      | 2:08,79    | +5,40  | Hannes Reiter        |
| DNF2    | 9 lutego  | 2001 | Verbier     | Slalom      | 1:25,72    | -      | Stefan Kogler        |

### Puchar Świata

#### Miejsca w klasyfikacji generalnej
- sezon 2002/2003: 54.
- sezon 2003/2004: 30.
- sezon 2004/2005: 24.
- sezon 2005/2006: 49.
- sezon 2006/2007: 13.
- sezon 2007/2008: 66.
- sezon 2008/2009: 18.
- sezon 2009/2010: 8.
- sezon 2010/2011: 6.
- sezon 2011/2012: 33.
- sezon 2012/2013: 75.
- sezon 2013/2014: 72.
- sezon 2014/2015: 62.

#### Pozostałe miejsca na podium w zawodach
1. Sestriere – 13 grudnia 2004 (slalom) – 2. miejsce
2. Wengen – 14 stycznia 2007 (superkombinacja) – 3. miejsce
3. Kvitfjell – 9 marca 2007 (superkombinacja) – 2. miejsce
4. Wengen – 16 stycznia 2009 (superkombinacja) – 3. miejsce
5. Kitzbühel – 25 stycznia 2009 (superkombinacja) – 1. miejsce
6. Alta Badia – 21 grudnia 2009 (slalom) – 2. miejsce
7. Wengen – 15 stycznia 2010 (superkombinacja) – 3. miejsce
8. Kitzbühel – 24 stycznia 2010 (kombinacja) – 2. miejsce
9. Schladming – 26 stycznia 2010 (slalom) – 2. miejsce
10. Val Gardena – 18 grudnia 2010 (zjazd) – 1. miejsce
11. Bormio   – 29 grudnia 2010 (zjazd) – 2.miejsce
12. Kitzbühel – 23 stycznia 2011 (kombinacja) – 2. miejsce
13. Kitzbühel – 22 stycznia 2012 (kombinacja) – 3. miejsce